# Platyzosteria denticulata
Platyzosteria denticulata är en kackerlacksart som beskrevs av Karlis Princis 1954. Platyzosteria denticulata ingår i släktet Platyzosteria och familjen storkackerlackor. Inga underarter finns listade i Catalogue of Life.